# 新阿尼奧水道

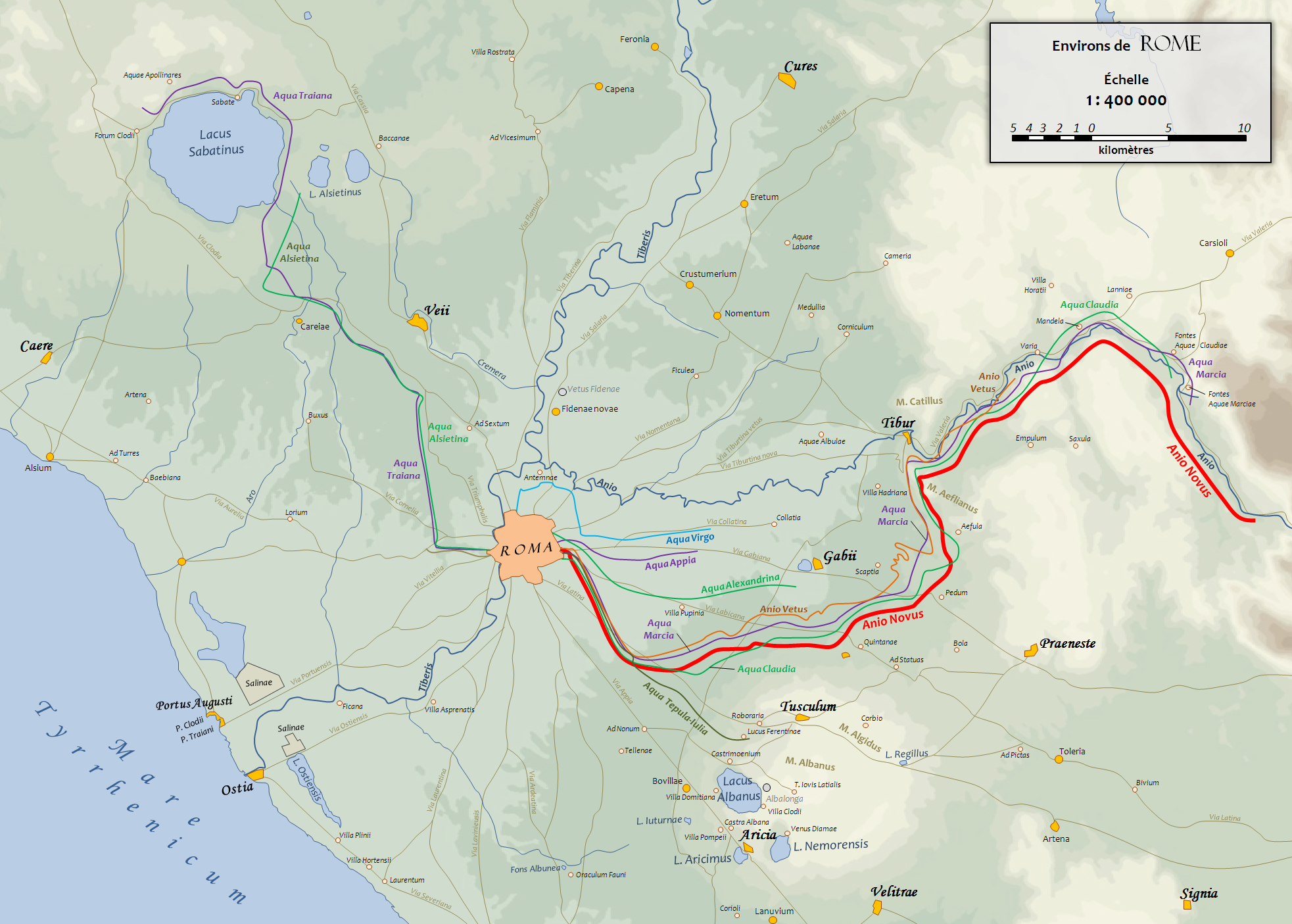
在羅馬城外的路線圖

新阿尼奧水道（Aqua Anio Novus）是古羅馬水道之一。這座水道在38年開始動工，52年竣工。新阿尼奧水道被認為是羅馬最偉大的四大水道之一。其水源是阿涅內河。

## 外部連結
- Subiaco Roman dams （页面存档备份，存于）
- Map of Rome with Anio Novus running (red) （页面存档备份，存于）
- Travertine reveals ancient Roman aqueduct supply （页面存档备份，存于）

41°53′29″N 12°30′55″E / 41.89139°N 12.51528°E